# 布鲁斯·贝思克
布鲁斯·贝思克 （生于1955年）是美国作家，以其对赛博朋克（cyberpunk）这一文学流派的贡献而闻名。1983年，他发表了一篇具有里程碑意义的短篇小说，首次提出了"赛博朋克"这個术语，该术语后来被广泛接受并用於描述一类具有特定特征的科幻小说。《Headcrash》是其杰出作品之一，该作品获得1995年菲利普·迪克奖。进一步巩固他在科幻文学界的地位。 
布鲁斯·贝斯克关于赛博朋克亚文化的思想和论述可以在其个人网站上查阅，具体内容发表於一篇题为《赛博朋克的词源》的文章里。这篇文章可能包含了贝斯克对赛博朋克术语起源的分析以及该文化现象的深入探讨。
贝思克在科幻文学界的贡献也包括他於2013年担任作为菲利普·迪克奖纪念奖评委的工作。